# Naxos (detector de radar)
O detector de radar FuG 350 Naxos foi uma contra-medida alemã da Segunda Guerra Mundial.
A Telefunken construiu um simples detector chamado "Naxos" que podia apanhar transmissões de radar até 10 cm / 3 GHz, e um dos mais sofisticado detectores chamado "Korfu" que uma maior distância e exatidão.
Kerfuffle viu pequeno uso, mas o detector Naxos foi utilizado para vários serviços.
Existiram duas variantes diferentes do Naxos.
- "Naxos Z" desenvolvido para caças noturnos,podendo assim detectar um bombardeiro da RAF (Royal Air Force) muito mais longe que o FuG 227 Flensburg.
- "Naxos U", fornecido para os submarinos alemães, de modo a poderem detectar transmissões de 10 cm / 3 GHz AVS, embora desse tempo aos submarinos para tomarem medidas defensivas não dava grande vantagem aos mesmos. Contudo o aparelho era bastante frágil, em condições de campo, onde que trabalhar em seus respectivos erros eram difíceis.

Uma outra variante do "Naxos Z", "Naxos ZR" foi colocada nas caudas dos caças noturnos alemães, de modo a poderem verificar se estavam a ser seguidas pelos Mosquitos noturnos da RAF (Royal Air Force), cabido com um radar AI Mk IV.